# 藤田勝久
藤田 勝久（ふじた かつひさ、1950年 - ）は、日本の東洋史学者、考古学者。愛媛大学名誉教授。学位は博士（文学）。専攻は、中国古代史。

## 経歴
1950年、山口県で生まれた。京都府立大学文学部文学科文化史学で学び、1978年に卒業。大阪市立大学大学院文学研究科に進んで東洋史学を専攻し、1985年に博士後期課程を単位取得後満期退学。
1985年10月、愛媛大学教養部専任講師に就いた。1988年1月に同学部助教授昇格。1996年4月に法文学部助教授に配置換え。1997年4月に同学部教授昇格。1998年、学位論文『史記戦国史料の研究』を大阪市立大学に提出して文学博士の学位を取得。2015年3月に愛媛大学を定年退職し、4月より名誉教授。

## 著作
著書
- 『史記戦国史料の研究』東京大学出版会 1997
- 『司馬遷とその時代』東京大学出版会(東洋叢書 8) 2001
- 『司馬遷の旅 『史記』の古跡をたどる』中公新書 2003
- 『中国古代国家と郡県社会』汲古書院(汲古叢書 62) 2005
- 『項羽と劉邦の時代 秦漢帝国興亡史』講談社選書メチエ 2006 [9]
- 『中国古代国家と社会システム 長江流域出土資料の研究』汲古書院(汲古叢書 85) 2009
- 『史記戦国列伝の研究』汲古書院 2011
- 『史記秦漢史の研究』汲古書院(汲古叢書 125) 2015
- 『中国古代国家と情報伝達 - 秦漢簡牘の研究』』汲古書院(汲古叢書 133) 2016 [10]

共編・共著
- 『古代東アジアの情報伝達』松原弘宣共編 汲古書院 2008
- 『東アジア出土資料と情報伝達』松原弘宣共編 汲古書院 2011
- 『東アジアの資料学と情報伝達』編 汲古書院 2013
- 『神話世界と古代帝国』(アジア人物史 1) 集英社 2023

執筆担当：第9章「『史記』の通史と世界史の創造」509-566頁.